# SC Genus de Porto Velho
Der Sport Club Genus de Porto Velho, in der Regel nur kurz Genus genannt, ist ein Fußballverein aus Porto Velho im brasilianischen Bundesstaat Rondônia.
Aktuell spielt der Verein in der Staatsmeisterschaft von Rondônia.

## Erfolge
Männer:
- Staatsmeisterschaft von Rondônia: 2015

Frauen:
- Staatsmeisterschaft von Rondônia: 2008, 2010, 2014

## Stadion
Der Verein trägt seine Heimspiele im Estádio Aluízio Ferreira, auch unter dem Namen Estádio Municipal Aluízio Pinheiro Ferreira oder Aluizão bekannt, in Porto Velho aus. Das Stadion hat ein Fassungsvermögen von 7000 Personen.

## Trainerchronik
Stand: August 2021
| Trainer          | Nation    | von  | bis  |
| ---------------- | --------- | ---- | ---- |
| Claudemir Pontin | Brasilien | 2008 |      |
| Nilo Neves       | Brasilien | 2009 |      |
| Claudemir Pontin | Brasilien | 2012 |      |
| Ionay da Luz     | Brasilien | 2013 |      |
| Neneca           | Brasilien | 2013 |      |
| José Francisco   | Brasilien | 2014 |      |
| Paulo Miranda    | Brasilien | 2014 |      |
| Claudemir Pontin | Brasilien | 2015 | 2016 |
| Mirandinha       | Brasilien | 2017 | 2018 |
| Bebeto           | Brasilien | 2019 |      |
| Bruno Monteiro   | Brasilien | 2020 |      |
| Ocimar Esteves   | Brasilien | 2020 |      |
| Paulo Moroni     | Brasilien | 2021 |      |